# Maxime Garcia Diaz
Maxime Garcia Diaz (1993) is een Nederlands-Uruguayaans schrijver en dichter. Zij won in 2022 de C. Buddingh'prijs voor haar bundel Het is warm in de hivemind.

## Biografie
Garcia Diaz studeerde Cultural Analysis aan de Universiteit van Amsterdam. Samen met dichters Dean Bowen, Martin Rombouts en muzikant Willie Darktrousers vormt ze het collectief Poetic Resistance. Garcia Diaz is Nederlands en Uruguayaans en woont in Amsterdam.. In 2019 won Garcia Diaz het NK Poetry Slam. Ze debuteerde in 2021 met de dichtbundel Het is warm in de hivemind, die in 2022 werd bekroond met de C. Buddingh'-prijs, de prijs voor het beste poëziedebuut van het jaar. 

## Externe bronnen
- Informatie over Maxime Garcia Diaz op website De Bezige Bij